# Їммі Телін
Їммі Телін (швед. Jimmy Thelin, нар. 14 березня 1978, Єнчепінг) — шведський футболіст, що грав на позиції захисника. По завершенні ігрової кар'єри — тренер. З 2024 року очолює тренерський штаб команди «Абердин».

## Ігрова кар'єра
Народився 14 березня 1978 року в місті Єнчепінг. Вихованець футбольної школи клубу «Хагапойкарна» з рідного міста. Дорослу футбольну кар'єру розпочав 1995 року в основній команді того ж клубу, кольори якої і захищав протягом усієї своєї кар'єри гравця, що тривала дев'ять років, виступаючи у четвертому та п'ятому дивізіонах шведської ліги.

## Кар'єра тренера
У 2005 році взяв участь у створенні нового клубу «Юнгарум», який і очолив як тренер. Разом із клубом за три роки піднявся з шостого дивізіону до четвертого.
У 2009 році перейшов до команди «Єнчопінг Седра», де очолював юнацькі команди. У 2014 році після того як головний тренер команди Матс Грен покинув клуб, Телін очолив головну команду. У першому ж сезоні посів із командою четверте місце в Супереттан, що стало найкращим результатом клубу за 40 років, а наступного року виграв турнір і вперше з 1969 року вивів команду в Аллсвенскан.
Після того як за підсумками сезону 2017 року «Єнчопінг Седра» вилетіла з вищого дивізіону, Телін перейшов у «Ельфсборг». Разом із командою з Буроса у сезоні 2023 року до останнього туру претендував на чемпіонство, але у 30-му турі клуб поступився у очному поєдинку «Мальме» і залишився другим. За підсумками сезону Телін був визнаний найкращим тренером року. В середині квітня 2024 року «Ельфсборг» оголосив про відхід Теліна влітку після шести з половиною років у клубі.
3 червня Телін став головним тренером шотландського «Абердина». Початок Теліна в «Абердині» розпочався позитивно: «Абердин» виграв 10 з 11 ігор у чемпіонаті, але надалі команда погіршила результати і виграла лише 5 з решти 27 ігор сезону, посівши підсумкове 5-е місце в сезоні 2024/25. Натомість у Кубку Телін також привів «Абердин» до перемоги над «Селтіком» у фіналі, здобувши перший великий трофей для клубу за 11 років та першу перемогу в Кубку Шотландії з сезону 1989/90.

## Титули і досягнення

### Як тренера
- Володар Кубка Шотландії (1):

«Абердин»: 2024/25

### Індивідуальні
- Найкращий тренер сезону в чемпіонаті Швеції: 2023[12]